# أوسكار هايز
أوسكار هايز (بالإنجليزية: Oscar Hayes)‏ هو كاتب أغاني أمريكي، ولد في 12 أكتوبر 1967 في ديترويت في الولايات المتحدة، وتوفي في 19 يناير 2015.